# Erick Silva
Erick Silva (Vila Velha, 21 giugno 1984) è un lottatore di arti marziali miste brasiliano attualmente sotto contratto con la Ultimate Fighting Championship, nella quale combatte nella divisione dei pesi welter. Silva cominciò a lottare come professionista nella promozione Jungle Fight dove divenne campione dei pesi welter.

## Carriera nelle arti marziali miste

### Primi anni
Silva cominciò ad allenarsi nelle MMA con il team brasiliano X-Gym, divenendo compagno di allenamento di Anderson Silva, Rafael Feijao e Ronaldo Souza. Successivamente passò ad allenarsi nel Team Nogueira e nel team Pro Fight.

### Jungle Fight Championship
Silva entrò a far parte della promozione Jungle Fight, dove sconfisse nel suo primo incontro Carlos Eduardo, sottomettendolo con una rear-naked choke; mentre nel suo secondo match sconfisse anche Igor Fernandes per decisione unanime.
Successivamente ottenne 2 vittorie consecutive, striscia che venne interrotta a Jungle Fight 17, dove colpì accidentalmente il suo avversario con una ginocchiata al volto mentre quest'ultimo era al tappeto, costringendo l'arbitro a decretare il no-contest. Erick tornò a vincere nell'incontro successivo, dove ottenne un TKO al secondo round.
Silva entrò a far parte del torneo per inaugurare il campione Jungle Fight dei pesi welter. Nel primo incontro affrontò Gil de Freutasm, riuscendo a dominare al primo round grazie alle ottime abilità da striker; nel secondo round subì i takedown dell'avversario che lo dominò con un ottimo ground game, mentre al terzo round Erick riuscì a connettere un potente calcio sulle costole che portarono l'avversario al suolo, qui riuscì a sottometterlo con una ghigliottina. Con questa vittoria passò alla finale del torneo dove si scontrò con Francisco Ayon. Quest'ultimo era uscito vincitore dal suo ultimo incontro per decisione non unanime e pertanto non riuscì a fermare l'offensiva di Erick che lo portò immediatamente al tappeto, qui venne colpito ripetutamente da Silva e una volta chiuso in un triangolo di braccio fu costretto a cedere a soli 67 secondi dall'inizio del match. Erick Silva divenne, quindi, il campione inaugurale dei pesi welter.

### Ultimate Fighting Championship
Silva firmò un contratto con la UFC nel 2011. Nel suo primo incontro doveva affrontare Mike Swick, tuttavia ad agosto venne annunciato l'infortunio da parte di Swick che venne rimpiazzato da Luis Ramos. Erick vinse facilmente al primo round per TKO.
A gennaio del 2012 doveva scontrarsi con Siyar Bahadurzada, ma proprio quest'ultimo si infortuno per poi essere sostituito da Carlo Prater. Dopo aver mancato il suo avversario con un potente gancio destro, Silva mandò a segno una ginocchiata sul corpo di Prater che cadde immediatamente al tappeto, durante il segmento Prater afferrò il ginocchio di Silva, quest'ultimo cominciò a colpirlo con una serie di pugni a martello sulla testa. Durante l'attacco, l'arbitro Mario Yamasaki, avvertì più volte Silva di non colpire l'avversario sul retro della testa e quando Prater perse conoscenza l'arbitro terminò l'incontro, squalificando Silva per i colpi irregolari.
A giugno affrontò Charlie Brenneman, vincendo l'incontro per rear-naked choke. Mentre ad ottobre, in Brasile, perse contro Jon Fitch per decisione unanime. Entrambi, però, ottennero il riconoscimento di Fight of the Night.
A febbraio doveva vedersela con Jay Hieron, ma proprio Silva subì un infortunio e venne sostituito dal nuovo arrivato Tyron Woodley. A giugno del 2013 affrontò Ildemar Alcantara, vincendo il match con un armbar a triangolo, ottenendo anche il premio Submission of the Night. Nell'ottobre dello stesso anno perse per KO al secondo round, contro Kim Dong-Hyun.
Silva doveva affrontare Nate Loughran a febbraio del 2014. Tuttavia, Loughran si infortunò e venne rimpiazzato da Takenori Sato, riuscendo a sconfiggerlo per TKO al primo round, ottenendo per la prima volta il premio Performance of the Night. Nel suo primo Main Event, in UFC, affrontò Matt Brown che lo sconfisse per TKO al terzo round. Nonostante la sconfitta ottenne per la seconda volta il premio Fight of the Night.
A dicembre ottenne una vittoria contro Mike Rhodes, sottomettendolo al primo round. Silva ottenne per la seconda volta il riconoscimento Performance of the Night. A marzo del 2015, dove inizialmente doveva vedersela con Ben Saunders, affrontò Josh Koscheck riuscendo a chiudere il match al primo round applicando una ghigliottina.
A maggio avrebbe dovuto affrontare Rick Story all'evento UFC Fight Night: Machida vs. Romero, ma a causa di alcuni problemi dovuti al visto d'ingresso per gli Stati Uniti, Silva non poté prendere parte all'evento. L'incontro venne in seguito riorganizzato per l'evento UFC Fight Night: Holloway vs. Oliveira, ma l'11 agosto Story subì un infortunio e venne sostituito da Neil Magny. Silva venne sconfitto per decisione non unanime.
Il 5 marzo del 2016 affrontò Nordine Taleb all'evento UFC 196. Dopo poco più di un minuto dall'inizio del secondo round, durante un tentativo di calcio frontale, Silva venne colpito in pieno voltò con un potente diretto destro perdendo così l'incontro per KO.
A settembre avrebbe dovuto affrontare Brandon Thatch, ma quest'ultimo subì un infortunio e venne sostituito da Luan Chagas. Silva vinse l'incontro per sottomissione, applicando una rear-naked choke al terzo round. Il match fu molto combattuto dall'inizio fino alla fine, infatti entrambi i lottatori vennero premiati con il riconoscimento Fight of the Night.

## Risultati nelle arti marziali miste
| Risultato  | Record   | Avversario            | Metodo                                       | Evento                                 | Data              | Round | Tempo | Luogo                   | Note                                                           |
| ---------- | -------- | --------------------- | -------------------------------------------- | -------------------------------------- | ----------------- | ----- | ----- | ----------------------- | -------------------------------------------------------------- |
| Sconfitta  | 19-9 (1) | Jordan Mein           | Decisione (unanime)                          | UFC on Fox: Lawler vs. dos Anjos       | 16 Dicembre 2017  | 3     | 5:00  | Winnipeg, Canada        |                                                                |
| Sconfitta  | 19-8 (1) | Yancy Medeiros        | TKO (pugni)                                  | UFC 212                                | 3 Giugno 2017     | 2     | 2:01  | Rio de Janeiro, Brasile |                                                                |
| Vittoria   | 19-7 (1) | Luan Chagas           | Sottomissione (rear-naked choke)             | UFC Fight Night: Cyborg vs. Lansberg   | 24 settembre 2016 | 3     | 3:57  | Brasilia, Brasile       | Fight of the Night                                             |
| Sconfitta  | 18-7 (1) | Nordine Taleb         | KO (pugni)                                   | UFC 196: McGregor vs. Diaz             | 5 marzo 2016      | 2     | 1:34  | Las Vegas, Stati Uniti  |                                                                |
| Sconfitta  | 18-6 (1) | Neil Magny            | Decisione (non unanime)                      | UFC Fight Night: Holloway vs. Oliveira | 23 agosto 2015    | 3     | 5:00  | Saskatoon, Canada       |                                                                |
| Vittoria   | 18-5 (1) | Josh Koscheck         | Sottomissione (ghigliottina)                 | UFC Fight Night: Maia vs. LaFlare      | 21 marzo 2015     | 1     | 4:21  | Rio de Janeiro, Brasile |                                                                |
| Vittoria   | 17-5 (1) | Mike Rhodes           | Sottomissione tecnica (triangolo di braccio) | UFC Fight Night: Machida vs. Dollaway  | 20 dicembre 2014  | 1     | 1:15  | Barueri, Brasile        | Performance of the Night                                       |
| Sconfitta  | 16-5 (1) | Matt Brown            | KO Tecnico (pugni)                           | UFC Fight Night: Brown vs. Silva       | 10 maggio 2014    | 3     | 2:11  | Cincinnati, Stati Uniti | Fight of the Night                                             |
| Vittoria   | 16-4 (1) | Takenori Sato         | KO Tecnico (pugni)                           | UFC Fight Night: Machida vs. Mousasi   | 15 febbraio 2014  | 1     | 0:52  | Jaraguá do Sul, Brasile | Performance of the Night                                       |
| Sconfitta  | 15-4 (1) | Kim Dong-Hyun         | KO (pugno)                                   | UFC Fight Night: Maia vs. Shields      | 9 ottobre 2013    | 2     | 3:01  | Barueri, Brasile        |                                                                |
| Vittoria   | 15-3 (1) | Jason High            | Sottomissione (reverse triangle armbar)      | UFC on Fuel TV: Nogueira vs. Werdum    | 8 giugno 2013     | 1     | 1:11  | Fortaleza, Brasile      | Submission of the Night                                        |
| Sconfitta  | 14-3 (1) | Jon Fitch             | Decisione (unanime)                          | UFC 153: Silva vs. Bonnar              | 13 ottobre 2012   | 3     | 5:00  | Rio de Janeiro, Brasile | Fight of the Night                                             |
| Vittoria   | 14-2 (1) | Charlie Brenneman     | Sottomissione (rear-naked choke)             | UFC on FX: Johnson vs. McCall          | 8 giugno 2012     | 1     | 4:33  | Sunrise, Stati Uniti    | Submission of the Night                                        |
| Sconfitta  | 13-2 (1) | Carlo Prater          | Squalifica (pugni sul retro della testa)     | UFC 142: Aldo vs. Mendes               | 14 gennaio 2012   | 1     | 0:29  | Rio de Janeiro, Brasile |                                                                |
| Vittoria   | 13-1 (1) | Luis Ramos            | KO (pugni)                                   | UFC 134: Silva vs. Okami               | 27 agosto 2011    | 1     | 0:40  | Rio de Janeiro, Brasile | Debutto in UFC                                                 |
| Vittoria   | 12-1 (1) | Francisco Ayon        | Sottomissione (triangolo di braccio)         | Jungle Fight 23                        | 30 ottobre 2010   | 1     | 1:07  | Belém, Brasile          | Vince il titolo dei Pesi Welter Jungle Fight                   |
| Vittoria   | 11-1 (1) | Gil de Freitas        | Sottomissione (ghigliottina)                 | Jungle Fight 23                        | 30 ottobre 2010   | 3     | 0:57  | Belém, Brasile          | Torneo per il titolo dei Pesi Welter Jungle Fight; semi-finale |
| Vittoria   | 10-1 (1) | Jose de Ribamar       | KO (ginocchiata e pugni)                     | Jungle Fight 21                        | 31 luglio 2010    | 2     | 3:39  | Natal, Brasile          |                                                                |
| No Contest | 9-1 (1)  | Henrique Oliveira     | No Contest (ginocchiata illegale)            | Jungle Fight 17: Vila Velha            | 27 febbraio 2010  | 2     | 3:57  | Vila Velha, Brasile     | Passa ai Pesi Welter                                           |
| Vittoria   | 9-1      | Jorge Luis Bezerra    | Decisione (unanime)                          | Jungle Fight 15                        | 19 settembre 2009 | 3     | 5:00  | San Paolo, Brasile      |                                                                |
| Vittoria   | 8-1      | Carlos Villamor       | Sottomissione (kneebar)                      | Jungle Fight 14: Ceará                 | 9 maggio 2009     | 2     | 3:38  | Fortaleza, Brasile      |                                                                |
| Vittoria   | 7-1      | Igor Fernandes        | Decisione (unanime)                          | Jungle Fight 11                        | 13 settembre 2008 | 3     | 5:00  | Rio de Janeiro, Brasile |                                                                |
| Vittoria   | 6-1      | Carlos Eduardo Santos | Sottomissione (rear-naked choke)             | Jungle Fight 9: Warriors               | 31 maggio 2008    | 3     |       | Rio de Janeiro, Brasile |                                                                |
| Vittoria   | 5-1      | Fabio Issa            | Decisione (unanime)                          | Open Fight                             | 4 agosto 2007     |       |       | Brasile                 |                                                                |
| Sconfitta  | 4-1      | Mario Neto            | Decisione (unanime)                          | Superfight Vitoria                     | 10 dicembre 2006  | 3     | 5:00  | Brasile                 |                                                                |
| Vittoria   | 4-0      | Leandro Zumbi         | Sottomissione (rear-naked choke)             | MMA: Kombat Espirito Santo             | 25 novembre 2006  | 1     | 3:05  | Vila Velha, Brasile     |                                                                |
| Vittoria   | 3-0      | Henrique Lango        | Sottomissione (rear-naked choke)             | Guarafight 3                           | 12 agosto 2006    | 1     |       | Guarapari, Brasile      |                                                                |
| Vittoria   | 2-0      | Julian Soares         | KO (pugno)                                   | Guarafight 2                           | 7 gennaio 2006    | 1     | 2:30  | Guarapari, Brasile      |                                                                |
| Vittoria   | 1-0      | Fabiano Mastodonte    | Sottomissione (rear-naked choke)             | Guarafight 1                           | 4 giugno 2005     | 1     | 2:02  | Guarapari, Brasile      |                                                                |